# AT-1K Raybolt
Le AT-1K Raybolt (en coréen : 현궁 « Hyeon-gung », en Hanja : 晛弓) est un missile antichar sud-coréen de troisième génération construit par LIG Nex1. Il a la capacité « tire et oublie » en utilisant une tête chercheuse à imagerie infrarouge, et dispose d’une ogive en tandem pour vaincre le blindage réactif explosif. Le Raybolt dispose d’un mode d’attaque par le haut et d’un mode d’attaque directe. Il s’agit du premier missile guidé antichar construit par la Corée du Sud. Il est entré en production de masse en juin 2017.
Son fabricant positionne le Raybolt comme un concurrent du FGM-148 Javelin américain et du missile guidé antichar israélien Spike.
Le Raybolt a été présenté pour la première fois au public lors de l’exposition Indodefense 2014 et de l’exposition IDEX 2015.

## Développement
Le développement a commencé en 2007 et a commencé sérieusement en 2010, alors que les missiles guidés antichars existants de la Corée du Sud atteignaient la fin de leur durée de vie utile de 25 ans. Les priorités de LIG Nex1 au cours du développement étaient d’obtenir des performances de classe mondiale, la masse, la compétitivité à l’exportation grâce à la fabrication locale des composants de base, la rentabilité et la fiabilité . Le développement ne s’est pas fait sans heurts, et pendant les cinq premières années, il y a eu plusieurs échecs avec les « essais en vol captifs ». Dans une rétrospective sur le développement du Raybolt, un ingénieur a évalué que c’était le plus grand défi qu’il ait rencontré en tant qu’assurance qualité. Le 30 mai 2017, le Raybolt a passé avec succès le test de certification de qualité organisé par la Defense Acquisition Program Administration (DAPA).
Le Raybolt a été développé pour remplacer les armes antichars obsolètes, telles que les canons sans recul et les missiles TOW. Les missiles TOW de la Corée du Sud dataient des années 1970, manquaient d’ogives en tandem et ne seraient pas en mesure de détruire les chars nord-coréens modernes équipés d’un blindage réactif explosif (ERA).
Le Raybolt est produit par LIG Nex1 en coopération avec l’Agence pour le développement de la défense sud-coréenne, sous les auspices de la Defense Acquisition Program Administration (DAPA). Environ 95% du Raybolt sont fabriqués en Corée du Sud.
Le Raybolt a fait l’objet de tests d’évaluations réussis en Arabie saoudite en décembre 2013 et janvier 2014. Le contrat Raybolt devrait s’élever à 1 billion de wons jusqu’en 2023.

## Composants
La caractéristique la plus remarquable du Raybolt est une tête chercheuse à imagerie infrarouge offrant une capacité « tire et oublie ». Il dispose également d’une ogive en tandem et de modes d’attaque directe et d’attaque par le haut. Le Raybolt utilise un propulseur sans fumée et peut être tiré de l’intérieur d’un bâtiment. Le missile Raybolt et l’unité d’observation et de lancement (OLU) peuvent être montés sur un véhicule ou transportés sous forme de manpack par deux hommes. Il y a aussi des discussions pour monter le Raybolt sur des hélicoptères. L’OLU a une capacité jour/nuit via un viseur thermique. Le missile utilise un lancement froid pour s’éjecter du tube avant d’activer le moteur de vol principal. Son acquisition est prévue pour la période 2018-2022.
Le système Raybolt pèse environ 20 kg, ce que son fabricant décrit comme plus léger que ses concurrents. La portée du Raybolt est de 2,5 ou 3 km. L’ogive tandem HEAT du Raybolt peut pénétrer 900 mm de blindage homogène laminé (BHL) en plus de vaincre le blindage réactif explosif, ce qui est décrit comme « une excellente performance » par la DAPA.

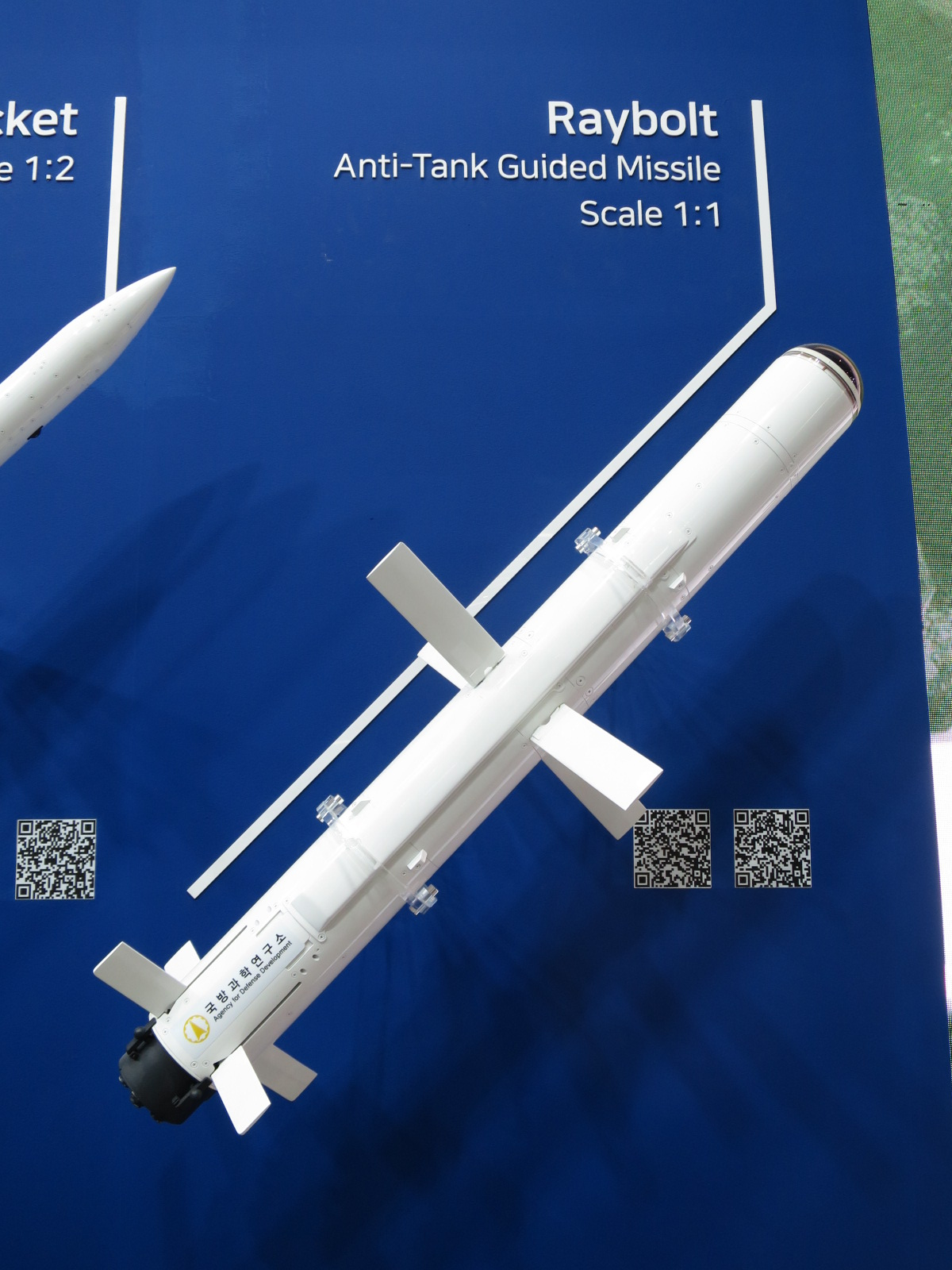
missile AT-1K

Le Raybolt a été commercialisé en Inde. Park Tae-sik, cadre supérieur chez LIG Nex1, fait également état d’un intérêt de pays d’Amérique du Sud.
Le missile peut être transporté par une équipe de deux hommes ou tiré à partir de véhicules. L’armée sud-coréenne utilise une version antichar du véhicule tactique léger (LTV) 4×4 de Kia Motors appelée K-153C. Le toit est équipé d’une tourelle de lancement avec deux missiles prêts à tirer et quatre missiles supplémentaires transportés à l’intérieur du véhicule.

### Plateformes de lancement
- Lanceur portable
- 4×4 K-153C
- Véhicule antichar Rotem KW2 Scorpion

## Engagements
Le Raybolt a été livré en 2017 aux Forces armées de la république de Corée. Il sera utilisé par l’armée de terre de la république de Corée et le Corps des Marines de la république de Corée.
En 2018, le Raybolt a été utilisé dans la guerre civile yéménite par les forces soutenues par l’Arabie saoudite contre les Houthis,.

## Opérateurs

Utilisateurs de AT-1K Raybolt

- Azerbaijan[17]
- Saudi Arabia[15]
- South Korea
- UAE[18]